# Лейкино (Смоленская область)
Ле́йкино — деревня в составе Глинковского сельского поселения Глинковского района Смоленской области России. По состоянию на 2007 год постоянного населения не имеет  . Расположена в центральной части области  в 10 км к северо-востоку от села Глинка, в 10 км западнее  автодороги Р137 Сафоново — Рославль. В 8 км к югу от деревни железнодорожная станция 524-й км на линии Смоленск — Сухиничи.

## История
До середины 1960-х годов в деревне существовала начальная школа, впоследствии закрыта и переведена в Новобрыкино.
В годы Великой Отечественной войны деревня была оккупирована гитлеровскими войсками в июле 1941 года, освобождена в ходе Ельнинско-Дорогобужской операции в 1943 году.